# Aflibercept

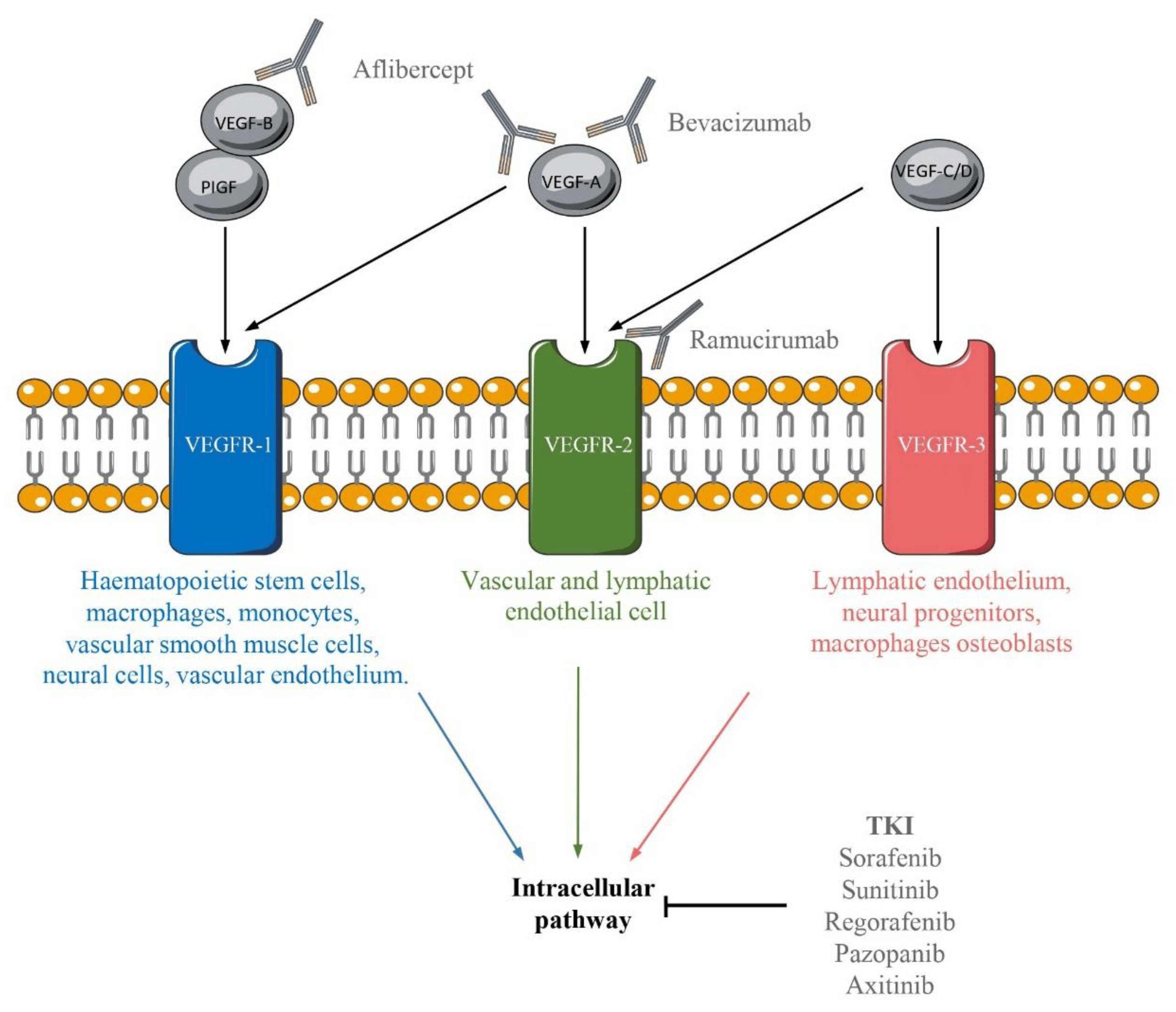
Weergave van de verschillende bindingen tussen VEGF/VEGFR en de moleculen die hun signaalroutes remmen

Aflibercept (merknaam: Zaltrap®; ook bekend als VEGF-trap; experimentele naam: AVE0005; ziv-aflibercept in de Verenigde staten) is een nieuwe generatie angiogeneseremmer. Het is een volledig humaan recombinant fusie-eiwit dat is opgebouwd uit de VEGF-bindingsdomeinen van de twee humane VEGF-receptoren VEGFR-1 en VEGFR-2 gekoppeld aan de Fc-regio van het humane IgG1-antilichaam. Aflibercept werkt als een oplosbare afleidingsreceptor (‘decoy’-receptor) die zich, met hogere affiniteit dan zijn natuurlijke receptoren, bindt aan VEGF-A, alsook aan de gerelateerde liganden VEGF-B en PlGF (placentale groeifactor). Door te werken als valstrik (ligand-trap) voorkomt aflibercept de binding van endogene liganden aan hun natuurlijke receptoren en bewerkstelligt hierdoor een brede blokkade van de receptor-gemedieerde signalering.

## Goedkeuringen en Indicaties
Aflibercept werd gezamenlijk ontwikkeld door Sanofi en Regeneron Pharmaceuticals voor gebruik bij volwassenen met gemetastaseerd colorectaal kanker (mCRC) die resistent is tegen of progressie vertoont na een oxaliplatine-bevattend behandelschema.
Voor deze indicatie werd Zaltrap® op 3 augustus 2012 (onder de naam ziv-aflibercept) in de Verenigde Staten door de FDA goedgekeurd om in combinatie met 5-fluorouracil, leucovorin en irinotecan (FOLFIRI) volwassenen te behandelen met gemetastaseerd colorectaal carcinoom (mCRC) die resistent zijn tegen of progressie vertonen na een oxaliplatin bevattend schema.
Op 1 februari 2013 werd marketing goedkeuring verleend door de Europese Commissie voor de gehele Europese Unie om volwassenen met gemetastaseerd colorectaal carcinoom te behandelen voor wie de eerdere oxaliplatin gebaseerde behandeling niet meer werkt of waarbij de kanker zich verder uitbreidt.
Aflibercept is tevens geregistreerd door de FDA en door de EMA in Europa voor de behandeling van volwassenen met ‘natte’ leeftijdsgebonden maculadegeneratie (LMD). Aflibercept is voor deze indicatie ontwikkeld door Bayer en Regeneron Pharmaceuticals en wordt verkocht onder de merknaam: Eylea®.

## Klinische trials
De effectiviteit van aflibercept bij gemetastaseerd colorectaal kanker werd in een direct-vergelijkende internationale fase III registratiestudie (studie VELOUR) onderzocht waarbij aflibercept in combinatie met FOLFIRI werd vergeleken met placebo en FOLFIRI. In Nederland hebben de volgende centra geparticipeerd in de VELOUR-studie:
- Orbis Medisch Centrum Sittard
- Amphia Ziekenhuis Breda
- Tergooi Ziekenhuis Blaricum
- Maasstad Ziekenhuis Rotterdam
- OLVG Amsterdam

Op dit moment is aflibercept (Zaltrap®) in Nederland beschikbaar voor patiënten in alle ziekenhuizen. Er loopt nog een onderzoek naar de kwaliteit van leven (ASQoP) in Europa. In Nederland is dit onderzoek afgesloten. Hierin participeerden de Isala Klinieken in Zwolle en het Spaarneziekenhuis in Hoofddorp.